# Giuseppe Malagoli
Giuseppe Malagoli (Novellara, 28 settembre 1864 – Pisa, 9 ottobre 1947) è stato un glottologo italiano, noto per gli studi sulla lingua italiana e i suoi dialetti.

## Biografia
Giuseppe Malagòli nacque a Novellara, cittadina in provincia di Reggio Emilia, mostrando fin dalla giovane età una certa predisposizione per la scrittura, tanto da comporre una commedia in tre atti, intitolata Il quadro, a soli dodici anni.

### Studi giovanili
Studiò giurisprudenza all'Università di Bologna dal 1882 al 1886, ma la sua passione per le arti letterarie lo portava spesso ad assistere alle lezioni di Giosuè Carducci, a quel tempo professore presso l'ateneo felsineo. 
Seguendo la sua vocazione compì studi approfonditi sulle opere di scrittori e poeti, a partire da coloro che avevano legato la propria vita alla città natia di Novellara: i fratelli Guidubaldo e Prospero Bonarelli della Rovere, il gesuita Daniello Bartoli, il poeta Carlo Cantoni. 
Proprio sul dialetto della sua città di origine si incentrerà la sua tesi di laurea in lettere, conseguita successivamente a quella in legge.

### Dialettologo e glottologo
Dopo alcuni anni di insegnamento a Lovere e Massa Carrara si trasferì a Pisa dove, parallelamente all'incarico di professore di lettere presso l'Istituto Tecnico Superiore cittadino, cominciò un'intensa attività di studio sulla lingua italiana, pubblicando nel 1899 un manuale di accentazione, seguito nel 1905 da un manuale di ortografia. Entrambi i testi diventarono presto un punto di riferimento per la corretta pronuncia dei nomi geografici e storici, dei cognomi e dei termini scientifici e tecnici.

### Gli ultimi anni
La lunga permanenza nella città toscana lo portò a pubblicare, nel 1939, un Vocabolario pisano che gli valse la nomina a Professore ad honorem di Storia della lingua italiana presso l'Università di Pisa, dove esercitava già da tempo la libera docenza in glottologia essendo stato assistente di Clemente Merlo.
Malagòli morì a Pisa il 9 ottobre 1947, durante la stesura di un Vocabolario della pronunzia.

## Riconoscimenti
- Nel 1948 la Biblioteca Comunale di Novellara venne a lui intitolata, con una cerimonia conclusa da un intervento dello storico e paleografo Aldo Cerlini. La famiglia donerà successivamente al Comune la vasta corrispondenza tenuta da Giuseppe Malagoli durante la sua lunga carriera.

- La città di Pisa gli ha intitolato una via.

## Opere

### Studi poetici
- Alcune versioni poetiche, precedute da una breve notizia sulle versioni metriche e sull’imitazione dell’esametro, del verso elegiaco e del falecio, Reggio Emilia, P. Borghi, 1891.

- Due lettere inedite di Daniello Bartoli [a cura di Giuseppe Malagoli], Carrara, Tip. Picciati, 1899.

- Vecchi idilli e romanze, Siena, Tip. Cooperativa, 1901.

### Studi sull'accentazione
- Teorica e pratica dell’accento tonico nelle parole italiane, con accenni sulla pronunzia dei nomi geografici e storici, antichi e moderni, dei cognomi e dei vocaboli scientifici e tecnici, Firenze, G.Barbera, 1899.

- L’accentazione italiana, guida pratica, Firenze, Sansoni, 1946.

### Studi sull'ortografia
- Ortoepia e ortografia italiana moderna, Milano, Hoepli, 1905.

- Ortoepia e ortografia italiana moderna, Milano, Hoepli, 1912, (2ª ed. riveduta e aumentata).

### Studi di glottologia e dialettologia
- La letteratura vernacola pisana posteriore al Fucini, con note linguistiche e glossario, Pisa, R. Bemporad, 1916.

- Dal dialetto alla lingua. Esercizi di traduzione dal pisano e dal livornese, Firenze, Bemporad, 1926.

- Vocabolarietto del vernàcolo pisano con voci e modi dell’affine vernàcolo livornese, precedono alcuni appunti grammaticali riguardanti le forme vernàcole e le corrispondenti italiane, a uso delle scuole e delle famiglie, Pisa, Nistri-Lischi, 1937.

- Vocabolario pisano, Firenze, Accademia della Crusca, 1939.

- Osservazioni e proposte per un nuovo vocabolario reggiano-italiano, Parma, La giovane montagna, 1942.

- Toponimi romani coloniali nel Reggiano, Parma, La giovane montagna, 1943.

- G. Malagoli, L. Luciani, Vocabolario della corretta pronunzia italiana, Milano, Ceschina, 1969.

### Poesie
- Nozze Gandini-Lodi: Novellara 20 ottobre 1906, S.l., s.n., 1906.

- Sul lago d’Iseo, Reggio d’Emilia, Coop. Lavoranti Tipografi, 1909.

- La piccola ghirlanda, Pisa, 1926.

- In memoria di mia moglie Ida Malagoli nel mesto anniversario della sua dipartita, 22 marzo 1932, Pisa, Tip. Orsolini-Prosperi, 1932.

- Ritorno al paese, Pisa, 1934.

### Manuali scolastici
- Brevi avvertimenti letterari, con appendice di esercizi, dichiarazioni ed esempi ad uso della seconda classe delle scuole tecniche e complementari, Firenze, G. Barbera, 1899.

- Brevi avvertimenti letterari, con appendice di esercizi, dichiarazioni ed esempi a uso delle scuole tecniche e complementari, in conformità degli ultimi programmi governativi, Firenze, G. Barbera, 1900.

- Elementi di grammatica italiana in 56 tavole, ad uso della prima classe delle scuole complementari e tecniche, Firenze, G. Barbera, 1900.

- Sintassi italiana in XXIII tavole, con esercizi, a uso della seconda classe delle scuole tecniche e complementari, Firenze, G. Barbera, 1910.

- G. Malagoli, L. Falcucci, G. Grimaldi, Nuove letture ed esercizi di lingua italiana per le scuole medie inferiori, Firenze, Barbera, 1912-1920.

- Crestomazia per secoli della letteratura italiana con riassunti e note illustrative, a uso degli istituti tecnici, delle scuole normali e commerciali, 3 volumi, Firenze, Barbera, 1914-1918.

- Lingua, stile, metrica: nozioni di letteratura per la 1ª classe degli istituti tecnici e per la 4ª classe dei ginnasi, Firenze, G. Barbera, 1918.

- I generi letterari: nozioni di letteratura per la seconda classe degli Istituti tecnici e la quinta dei ginnasi, Firenze, G. Barbera, 1919.

- Esercizi di lingua e stilistica italiana, con richiami delle norme più importanti, per uso degli alunni delle scuole medie e normali, Palermo, Sandron, 1922.

- Da Dante al Pascoli, con notizie di storia letteraria, riassunti e commenti a uso del corso superiore degli istituti tecnici, Firenze, G. Barbera, 1924.

- Elementi di grammatica italiana in LXXVI tavole con esercizi a uso delle scuole medie, Firenze, G.Barbera, 1935.

- Crestomazia per secoli della letteratura italiana, a uso dei corsi superiori degli istituti tecnici di ogni tipo, compilata e annotata secondo le ultime disposizioni ministeriali, Firenze, Giunti-Barbera, 1947-1948.

- G. Malagoli, L. Malagoli, Nuova crestomazia della letteratura italiana con cenni di storia letteraria a uso degli istituti tecnici di ogni tipo, Torino, Petrini, 1953.

- Lingua, stile, metrica: nozioni di letteratura, Firenze, G. Barbera, 1955, (nuova ed.).

### Articoli e pubblicazioni
- Studi, amori e lettere inedite di Guidubaldo Bonarelli, in «Giornale storico della letteratura italiana», n. 17, 1891, pp. 177-211.

- Carlo Cantoni umorista e favoleggiatore del sec. XVIII, in «Giornale storico della letteratura italiana», n. 21, 1893, pp. 265-299.

- Notizia storica intorno ad una scultura del Canova in Lovere, in «Archivio storico dell’arte», a. 6, n. 5, 1893.

- Un codice ignorato di Tibullo, in «Studi italiani di filologia classica», n. 5, 1897, pp. 231-240.

- Per un verso dell’Ariosto e per una particolare forma sintattica italiana, in «Giornale storico della letteratura italiana», n. 46, 1905.

- Cavaliere e mimo, in «Atene e Roma», n. 78, 1905.

- Il dottor Giuseppe Giusti collaboratore dell’Antologia, in «Nuova antologia di lettere, scienze ed arti», ser. 5, n. 219, 1908.

- Studi sui dialetti reggiani. Fonologia del dialetto di Novellara, in «Archivio glottologico italiano», n. 17, 1910, pp. 29-197.

- L’articolo maschile singolare nel dialetto di Piandelagotti (Modena), in «Archivio glottologico italiano», 17/2, 1910, pp. 250-254.

- Dialettologia marchigiana, in «Le Marche», n. 9, 1910.

- Un emulo poco noto del Fucini, in Fanfulla della Domenica, 9 agosto 1914.

- Studi sui dialetti reggiani. Fonologia del dialetto di Novellara, in «Archivio glottologico italiano», vol. 18, 1918, pp. 368-383.

- Noterelle dialettali reggiane, in Studi di storia, di letteratura e d’arte in onore di Naborre Campanini, Reggio Emilia, Cooperativa fra lavoranti tipografi, 1921.

- Fonologia del dialetto di Lizzano in Belvedere (Appennino bolognese), in «L’Italia dialettale», vol. 6, 1930, pp.1-72.

- Appunti lessicali volterrani, in «L’Italia dialettale», n. 7, 1931, pp. 260-264.

- Saggio di trascrizione fonetica del vernacolo della città di Pisa, in «L’Italia dialettale», n. 8, 1932, pp.208-213.

- Noterelle dialettali reggiane, in «L’Italia dialettale», n. 9, 1933, pp. 203-213.

- Studi sui dialetti reggiani. Fonologia del dialetto di Valestra (Medio Appennino Reggiano), in «L’Italia dialettale», n. 10, 1934, pp. 63-110.

- La gloria di Pisa e altri componimenti in vernacolo pisano (a cura di Giuseppe Malagoli), in Università fascista, Pisa, Tip. U. Giardini, 1936.

- La parlata pisana nell’A.I.S., in «L’Italia dialettale», n. 13, 1937, pp. 57-75.

- Cronisti e storiografi di Novellara, in «Studi e Documenti», n. 3, fasc. 1, 1939.

- Appunti di morfologia e di sintassi del dialetto di Lizzano in Belvedere, in «L’Italia dialettale», n. 16, 1940.

- A. Camilli, G. Malagoli, Intorno al problema degli accenti grafici, in «Lingua nostra», vol. 3, n. 6, 1941.

- S oppure Z?, in «Lingua nostra», n. 3, 1941.

- Intorno al problema degli accenti grafici, in «Lingua nostra», n. 3, 1941.

- L’accento dei grecismi nella lingua italiana, in «Lingua nostra», vol. 5, n. 2, 1943.

- Intorno ai dialetti dell’alta montagna reggiana, in «L’Italia dialettale», n. 19, 1943-1944, pp. 1-29, pp.111-142.

- L’Università pisana nella letteratura vernacola, in «Bollettino storico pisano», a. 11-13, n.s., 1942-1944, pp. 251-256.

### Recensioni e prefazioni
- Recensione a: F. Bernini, La vita e le opere di Giacomo Pergamini, con scritti inediti di F. Polidori e G. Ottonelli, in «Le Marche», a. 6, n.s., vol. 1, fasc. 5-6, 1906.

- Prefazione a: G. Bottiglioni, Nuova grammatica italiana per uso delle scuole ginnasiali, tecniche e complementari, Palermo, S. Biondo, 1914.

- Recensione a: G. Cappuccini, Vocabolario della lingua italiana, in «Rassegna bibliografica della letteratura italiana», ser. 3, vol. 25, n. 6, 1917.

### Altre opere
- Impressioni e note critiche, Pisa, Spoerri, 1906.

- Per l’unità di alcune notazioni ortografiche, in Atti della Società italiana per il progresso delle scienze, V riunione, Roma, 1911.

- Commemorazione di Giulio Grimaldi tenuta nel Teatro Verdi in Pisa, l’8 gennaio 1911 dai proff. Luzzatto, Malagòli, Niccolai ..., Pisa, Tip. C. Valentini, 1911.

- Una versione dialettale pisana della novella di “Prete Olivo”, in Per nozze Merlo-Tremontani, Pisa, Tip. Orsolini-Prosperi, 1912.

- Due novelline popolari in vernacolo pisano pubblicate da Giuseppe Malagoli, Pisa, Tip. Orsolini-Prosperi, 1915.

- M. D’Azeglio, I miei ricordi - riduzione e note di L. Falcucci e G. Malagoli, Firenze, G. Barbera, 1920.

- Pagine italiane e straniere dal sec. XIV al XIX , scelte e annotate da G. Malagoli, Firenze, G. Barbera, 1924.

- Artisti e scienziati d’Italia, Leonardo, Michelangelo, Vasari, Cellini, Galileo, notizie e raccolta sistematica di passi scelti con illustrazioni (a cura di Giuseppe Malagoli), Firenze, G. Barbera, 1925.

- Il babbo, in Per le nozze del dott. Lelio Malagoli di Savigliano con la gentile signorina Violetta Gaione di Ovada: 11 febbraio 1928, S.l., s.n., 1928.

- Ricordi universitari bolognesi, in Nozze Lelio Malagoli, Gina Bolognesi, Pisa, Orsolini-Prosperi, 1935.

- Nelle beneaugurate nozze della signorina Anna Malagoli di Velletri col N.H. Petrignani di Roma: 25 ottobre 1936, S.l., s.n., 1936.

- Nozze Catalano-Merlo: una fiaba in dialetto lizzanese con versione in lingua e note di Giuseppe Malagoli, Pisa, Nistri-Lischi, 1940.

- Le fate, noterella linguistica di Giuseppe Malagoli in Nozze Merlo-Monarca, Pisa, Nistri-Lischi, 1940.

- Paesi: vecchie stampe, Pisa, Nistri Lischi, 1942.

- Il nome di Canossa, Parma, La giovane montagna, 1942.